# Колпаков Федір Федорович
Колпаков Федір Федорович (нар. 12 травня 1941, м. Харків –пом. 31 травня 2009, Харків) – фахівець у галузі радіоелектроніки. Доктор технічних наук. (1990), професор (1992), професор кафедри прийому, передачі та оброблення сигналів Національного аерокосмічного університету імені М. Є. Жуковського «Харківський авіаційний інститут». 

## Біографія
Федір Федорович Колпаков народився 12 травня 1941 у місті Харків
У 1966 році закінчив  Харківський авіаційний Інститут, де після цього працював (зараз це Національний аерокосмічний університет імені М. Є. Жуковського «Харківський авіаційний інститут».
Починаючи з 1992 року обіймав посади професора кафедри прийому, передачі та оброблення сигналів Національного аерокосмічного університету імені М. Є. Жуковського «Харківський авіаційний інститут». Також паралельно з 1998 рогку працював викладачем-сумісником у Харківському національному університеті повітряних сил. 

## Наукова робота
До кола його наукових зацікавлень належать проблеми п’єзорезонансних коливальних систем,теорія та практика. Розробив «Станіслав ТОН-1» (вимірювання артеріального тиску людини)

### Наукові праці
- Многочастотные измерительные преобразователи оптико-когерентной информационной измерительной системы: Тематический сборник научных трудов Харькова 1977. Выпуск 1 (співавтор.)
- Многочастотный подход к проблеме инвариантности пьезорезонансных устройств Радиотехника 1987 № 9
- Особенности процесса установления колебаний в многоканальном многочастотном кварцевом генераторе там само 1997 № 12
- Синтез многоканальных многочастотных кварцевых генераторов с сокращенным временем установления колебаний Зарубежная радиоэлектроника. 1999. № 11
- Теорія і реалізаційні основи інваріантних п’єзорезонансних коливальних систем Харькова, 2011 (співавтор)